# Safak Akcay
Şafak Akçay (* 29. Mai 1974 in Wien) ist eine österreichische Politikerin (SPÖ) und Buchhalterin. Sie ist seit 2013 Abgeordnete zum Wiener Landtag und Gemeinderat. 

## Ausbildung und Beruf
Akcay besuchte zwischen September 1989 und September 1990 die Handelsakademie, wechselte danach jedoch direkt in die Handelsschule, die sie im September 1993 abschloss. Sie trat in der Folge noch im September 1993 direkt in den Dienst der U. Riha & G. Steiner Steuerberatungs-GmbH, wo sie bis 2003 als Buchhalterin tätig war. Seit 2003 arbeitet sie in diesem Betrieb als Lohnverrechnerin.

## Politik und Funktionen
Akcay wurde 1996 in der SPÖ-Leopoldstadt aktiv und engagierte sich in der Folge für die Themen Integration, Kultur, Frauen und Freiheitskämpfer. Sie übernahm in der Folge die Funktion einer stellvertretenden Sektionsleiterin und wurde stellvertretende Vorsitzende der Initiative Integration „I2“. Zudem wurde sie als Kassier und Mitglied im Bezirksorganisationsvorstand aktiv. Nach der Bezirksvertretungswahl in Wien 2001 wurde sie im Mai 2001 als Bezirksrätin für die SPÖ-Leopoldstadt angelobt, wobei sie in der Folge in der Sozialkommission, in der Kulturkommission und im Umweltausschuss aktiv war. Nach dem Wechsel von Nurten Yılmaz in den Nationalrat wurde Akcay am 13. November 2013 als Abgeordnete zum Wiener Landtag und als Gemeinderätin angelobt.

## Privates
Akcay ist verheiratet und Mutter einer Tochter.